# 알맹
알맹(Almeng)은 대한민국의 혼성 듀오이다. 2013년 《K팝 스타 3》에 참여하여 TOP6를 하였다. 2014년 4월 9일 드라마 《쓰리 데이즈》의 OST 곡 "잊자..."를 발매하였으며, 같은 해 10월 21일 EP compoSing of Love를 발매하였다.

## 개인 앨범

### 미니 앨범 (EP)
- 2014.10.21《compoSing of Love》

### 싱글 앨범
- 2015.02.16《Yes I Do》

### 참여 앨범

#### K팝스타 시즌3
- 2014.03.02 송창식 <담배가게 아가씨> (TOP10 Part.1)
- 2014.03.16 패닉 <정류장> (TOP8)
- 2014.03.23 싸이 <청개구리> (TOP6)

#### OST
- 2014.04.09 SBS 드라마 쓰리 데이즈 OST - 알맹 <잊자...>

## 관련 영상

### 뮤직 비디오
- 2014년 알맹 - Phone in Love
- 2014년 알맹 - 반시간
- 2015년 알맹 - Yes I Do

### 라이브
- 2014년 알맹 - Lost stars (정준영의 심심타파)
- 2014년 알맹 - Phone in love (두시탈출 컬투쇼)